# Segunda autopista Lisboa-Porto
La Segunda autoestrada Lisboa-Porto es la principal integrante del IC1, corriendo junto al litoral del país de sur para norte y viceversa. Cuenta con 308 km y, aproxima las dos ciudades, pues no sirve municipios interiores como a A1, obligando a volver bastante para tras. Tiene varias designaciones siendo:
- A8 entre Lisboa y Marina Grande (128 km)
- A17 entre Marina Grande y Aveiro (116 km) (aleación directamente a la A25, sirviendo el interior de Portugal y, España).
- A29 entre Aveiro y Vila Nueva de Gaia (52 km) (aleación a los puentes de Arrábida y Freixo, siendo el final aún en Carvalhos, a 9 km a sur del Puente del Freixo).

El primero tramo de esta autoestrada abrió en 1984, entre Lisboa y Frielas, y el último en 11 de septiembre de 2009, en la A29.
También sirve bastante mejor los municipios dormitorio de las dos ciudades que a A1. En el caso de Lisboa, a A8 (Odivelas y Loures) y en el caso del Puerto, a A29 (centro de Vila Nueva de Gaia, Espinho y Ovar).
Aún es una mejor alternativa para el acceso a partir de Lisboa, a los municipios a litoral a norte del Puerto, pues es una conexión más directa a la A28.